# Abamelik
Abamelik (eller Abymelikov) var en adelsfamilj av armeniskt ursprung i kungadömet Georgien, och senare i Kejsardömet Ryssland. Den armeniske kompositören Makar Yekmalyan tillägnade sin Nocturne för piano till prins Semyon av grenen Abamelik-Lazarev.